# Мёртв по прибытии (медицинский термин)
Мёртв по прибытии (англ. Dead on arrival (DOA), brought in dead (BID)) — термин, которым обозначается лицо, скончавшееся до прибытия в больницу или в место, где ему могла бы быть оказана профессиональная медицинская помощь. Применяется полицией США. В переносном смысле так иногда называют новый товар, полученный уже сломанным.

## В культуре
Dead on arrival (DOA) — название большого количества популярных песен различных англоязычных музыкальных групп и нескольких групп, включая панк- и металлическую, главы в аниме и в компьютерной игре.